# Liste der denkmalgeschützten Objekte in Schärding
Die Liste der denkmalgeschützten Objekte in Schärding enthält die 146 denkmalgeschützten, unbeweglichen Objekte der Stadtgemeinde Schärding im Bezirk Schärding (Oberösterreich).

## Denkmäler
| Foto |                 | Denkmal | Standort                                                             | Beschreibung | Metadaten |
| ---- | --------------- | --- | -------------------------------------------------------------------- | --- | --- |
| ja   | Datei hochladen | Wassertorhaus HERIS-ID: 38454 Objekt-ID: 38028                                                                         | Burggraben 2 Standort KG: Schärding-Stadt                            | Wurde früher „Inntor“ oder „Zollturm“ genannt und war bis 1570 herzoglich-bayerisches Landeseigentum. Anschließend im Besitz der Stadt und seit 1819 privat. Stadtseitig schließt das Tor mit einer geraden Wandfläche ab, auf der ein Fresko an die Beschießung der Stadt durch die dänischen und österreichischen Truppen im Spanischen Erbfolgekrieg 1703 erinnert. Zahlreiche Hochwassermarken berichten von den Überschwemmungskatastrophen. Der quergesetzte Söller oberhalb des Bogens diente als Pranger, wo Verurteilte zu Schau gestellt wurden. Es beherbergt heute ein Restaurant und Museumsräumlichkeiten. | BDA-Hist.: Q37981078 Status: Bescheid Stand der BDA-Liste: 2025-06-30 Name: Wassertorhaus GstNr.: .14 Wassertorhaus                                                                                          |
| ja   | Datei hochladen | Bürgerhaus, Beim Wassertor HERIS-ID: 38455 Objekt-ID: 38029                                                            | Burggraben 3 Standort KG: Schärding-Stadt                            | Ehemaliger „Schiffsstall“, später Mautstelle, dann Pferdestall der Militärkavallerie; ehemals ein-, heute zweigeschoßiges Hauptgebäude erbaut im 16. Jahrhundert, umgebaut im 19. und 20. Jahrhundert. Der Nebentrakt wurde nach 1828 errichtet. | BDA-Hist.: Q37981086 Status: Bescheid Stand der BDA-Liste: 2025-06-30 Name: Bürgerhaus, Beim Wassertor GstNr.: .235/2, .240                                                                                  |
| ja   | Datei hochladen | Bürgerhaus HERIS-ID: 46556 Objekt-ID: 48645                                                                            | Burggraben 4 Standort KG: Schärding-Stadt                            | Schmales, viergeschoßiges Gebäude, das dem Inneren Wassertor angeschlossen ist und an der Straßenfassade über einen zweiteiligen Treppenhausvorbau verfügt. Urkundlich wurde es erstmals um 1500 als Zechhaus der St. Nicolaus- oder Schiffleut-Bruderschaft erwähnt, wobei Teile der Bausubstanz aus dem 13. und 14. Jahrhundert stammen dürften. Nach 1809 wurde das Gebäude adaptiert und um 1900 mit einem Zwinger überbaut. Eine weitere Erneuerung fand 2003/04 statt. | BDA-Hist.: Q38022490 Status: Bescheid Stand der BDA-Liste: 2025-06-30 Name: Bürgerhaus GstNr.: .15 |
| ja   | Datei hochladen | Bürgerhaus, Beim Wassertor HERIS-ID: 60034 Objekt-ID: 71840                                                            | Burggraben 6 Standort KG: Schärding-Stadt                            | | BDA-Hist.: Q38089815 Status: Bescheid Stand der BDA-Liste: 2025-06-30 Name: Bürgerhaus, Beim Wassertor GstNr.: .16/2                                                                                         |
| ja   | Datei hochladen | Wohnhaus, ehem. Getreidekasten HERIS-ID: 111018 Objekt-ID: 128793                                                      | Burggraben 14 Standort KG: Schärding-Stadt                           | Das ein- bis zweigeschoßige Gebäude – „Steinkasten“ oder „Salzstadel“ genannt – wurde im 16. bis 17. Jahrhundert wahrscheinlich als Wirtschaftsgebäude des Schlosses errichtet und diente von 1789 bis 1893 als Brauerei. Der Treppengiebel stammt ebenso wie der an der Innseite liegende Holzerker von 2003/04. | BDA-Hist.: Q37821465 Status: Bescheid Stand der BDA-Liste: 2025-06-30 Name: Wohnhaus, ehem. Getreidekasten GstNr.: .247 Wohnhaus - ehem. Getreidekasten, Schärding                                           |
| ja   | Datei hochladen | Bürgerhaus HERIS-ID: 38456 Objekt-ID: 38030                                                                            | Denisgasse 3 Standort KG: Schärding-Stadt                            | Das aus zwei Einzelgebäuden verbundene Eckhaus mit Erker im ersten Obergeschoß wurde 1594 urkundlich erwähnt; 1971 wurde es innen großteils verändert und 2010 für die Bezirkshauptmannschaft restauriert. | BDA-Hist.: Q37981095 Status: Bescheid Stand der BDA-Liste: 2025-06-30 Name: Bürgerhaus GstNr.: .97/2 |
| ja   | Datei hochladen | Geburtshaus von Michael Denis HERIS-ID: 38457 Objekt-ID: 38031                                                         | Denisgasse 4 Standort KG: Schärding-Stadt                            | Das 1612 urkundlich erwähnte Gebäude, das in Teilen aus dem 16. und 17. Jahrhundert stammt und wahrscheinlich aus drei Einzelgebäuden vereinheitlicht wurde, verfügt über eine aus dem Jahr 1867 stammende Gedenktafel für den hier geborenen Dichter Michael Denis. | BDA-Hist.: Q37981104 Status: Bescheid Stand der BDA-Liste: 2025-06-30 Name: Geburtshaus von Michael Denis GstNr.: .200                                                                                       |
| ja   | Datei hochladen | Brauerei, sog. Trojenhaus HERIS-ID: 38458 Objekt-ID: 38032                                                             | Denisgasse 8 Standort KG: Schärding-Stadt                            | Das 1859 urkundlich erwähnte Gebäude stammt in Teilen aus dem 16. und 17. Jahrhundert, wobei auch mittelalterliche Bausubstanz verwendet wurde. Die Gaststube sowie der Keller verfügen über ein Tonnengewölbe. Das Gebäude befindet sich seit 1839 im Besitz der Brauerei Baumgartner. | BDA-Hist.: Q37981114 Status: Bescheid Stand der BDA-Liste: 2025-06-30 Name: Brauerei, sog. Trojenhaus GstNr.: .198                                                                                           |
| ja   | Datei hochladen | Bräuhaus HERIS-ID: 38459 Objekt-ID: 38033                                                                              | Denisgasse 10 Standort KG: Schärding-Stadt                           | Die Brauerei, ein dreigeschoßiges Eckhaus aus dem 16. bis 17. Jahrhundert, wurde 1609 erstmals urkundlich erwähnt und befindet sich seit 1822 im Besitz der Brauerei Baumgartner. Bis 1954/55 wurde es als Verwaltungsgebäude genutzt, seitdem ist es Teil des Gasthauses in der Denisgasse 8. | BDA-Hist.: Q37981126 Status: Bescheid Stand der BDA-Liste: 2025-06-30 Name: Bräuhaus GstNr.: .196 |
| ja   | Datei hochladen | Wohnhaus, ehem. Färberhaus HERIS-ID: 62608 Objekt-ID: 75175                                                            | Im Eichbüchl 2 Standort KG: Schärding-Stadt                          | Das zweigeschoßige, an drei Seiten freistehende Gebäude stammt aus dem 16. und 17. Jahrhundert und wurde im 19. Jahrhundert erneuert. | BDA-Hist.: Q38100595 Status: Bescheid Stand der BDA-Liste: 2025-06-30 Name: Wohnhaus, ehem. Färberhaus GstNr.: .142/1                                                                                        |
| ja   | Datei hochladen | Kurhausgärtnerei, Orangerie HERIS-ID: 81950 Objekt-ID: 95748                                                           | Im Eichbüchl 7 Standort KG: Schärding-Stadt                          | 1884 ließ Georg Wieninger das Gewächshaus mit einer Wohnung für den Gärtner errichten. | BDA-Hist.: Q38177313 Status: § 2a Stand der BDA-Liste: 2025-06-30 Name: Kurhausgärtnerei, Orangerie GstNr.: .116 Orangerie (Schärding)                                                                       |
| ja   | Datei hochladen | Bürgerhaus HERIS-ID: 38465 Objekt-ID: 38039                                                                            | Innbruckstraße 5 Standort KG: Schärding-Stadt                        | | BDA-Hist.: Q37981179 Status: Bescheid Stand der BDA-Liste: 2025-06-30 Name: Bürgerhaus GstNr.: .174 |
| ja   | Datei hochladen | Wohnhaus, Schärdingerhof HERIS-ID: 111935 Objekt-ID: 129970seit 2015                                                   | Innbruckstraße 6, 8 Standort KG: Schärding-Stadt                     | | BDA-Hist.: Q37827716 Status: Bescheid Stand der BDA-Liste: 2025-06-30 Name: Wohnhaus, Schärdingerhof GstNr.: .182/1, .182/2                                                                                  |
| ja   | Datei hochladen | Bürgerhaus HERIS-ID: 38466 Objekt-ID: 38040                                                                            | Innbruckstraße 11 Standort KG: Schärding-Stadt                       | | BDA-Hist.: Q37981189 Status: Bescheid Stand der BDA-Liste: 2025-06-30 Name: Bürgerhaus GstNr.: .177 |
| ja   | Datei hochladen | Handwerkerhaus, sog. „Schlosser im Grübl“-Haus HERIS-ID: 20003 Objekt-ID: 16302                                        | Innbruckstraße 16 Standort KG: Schärding-Stadt                       | | BDA-Hist.: Q37849837 Status: Bescheid Stand der BDA-Liste: 2025-06-30 Name: Handwerkerhaus, sog. „Schlosser im Gübl“-Haus GstNr.: .178                                                                       |
| ja   | Datei hochladen | Bürgerhaus HERIS-ID: 107664 Objekt-ID: 125018                                                                          | Innbruckstraße 19 Standort KG: Schärding-Stadt                       | | BDA-Hist.: Q37810866 Status: Bescheid Stand der BDA-Liste: 2025-06-30 Name: Bürgerhaus GstNr.: .151 |
| ja   | Datei hochladen | Bürgerhaus HERIS-ID: 107665 Objekt-ID: 125019                                                                          | Innbruckstraße 21 Standort KG: Schärding-Stadt                       | | BDA-Hist.: Q37810878 Status: Bescheid Stand der BDA-Liste: 2025-06-30 Name: Bürgerhaus GstNr.: .150 |
| ja   | Datei hochladen | Festungsturm/Stadtturm HERIS-ID: 38467 Objekt-ID: 38041                                                                | Innbruckstraße 24 Standort KG: Schärding-Stadt                       | | BDA-Hist.: Q37981200 Status: Bescheid Stand der BDA-Liste: 2025-06-30 Name: Festungsturm/Stadtturm GstNr.: .155                                                                                              |
| ja   | Datei hochladen | Bürgerhaus HERIS-ID: 38468 Objekt-ID: 38042                                                                            | Innbruckstraße 25 Standort KG: Schärding-Stadt                       | | BDA-Hist.: Q37981211 Status: Bescheid Stand der BDA-Liste: 2025-06-30 Name: Bürgerhaus GstNr.: .147 |
| ja   | Datei hochladen | Bildstock hl. Johannes Nepomuk HERIS-ID: 81949 Objekt-ID: 95746                                                        | vor Innbruckstraße 27 Standort KG: Schärding-Stadt                   | | BDA-Hist.: Q38177303 Status: § 2a Stand der BDA-Liste: 2025-06-30 Name: Bildstock hl. Johannes Nepomuk GstNr.: 88/10 Johannes Nepomuk, Innbruckstraße, Schärding                                             |
| ja   | Datei hochladen | Kath. Pfarrkirche hl. Georg und Kirchhof HERIS-ID: 52546 Objekt-ID: 59647                                              | Kirchengasse 1, bei Standort KG: Schärding-Stadt                     | → Hauptartikel : Stadtpfarrkirche Schärding f1 | BDA-Hist.: Q17326372 Status: § 2a Stand der BDA-Liste: 2025-06-30 Name: Kath. Pfarrkirche hl. Georg und Kirchhof GstNr.: .58, 5/1 Sankt Georg (Schärding)                                                    |
| ja   | Datei hochladen | Bildstock HERIS-ID: 81732 Objekt-ID: 95513                                                                             | bei Kirchengasse 4 Standort KG: Schärding-Stadt                      | | BDA-Hist.: Q38176520 Status: § 2a Stand der BDA-Liste: 2025-06-30 Name: Bildstock GstNr.: 88/7 |
| ja   | Datei hochladen | Mesnerhaus, ehem. Stadtpfarrmesnerhaus HERIS-ID: 59106 Objekt-ID: 70087                                                | Kirchengasse 5 Standort KG: Schärding-Stadt                          | | BDA-Hist.: Q38085944 Status: Bescheid Stand der BDA-Liste: 2025-06-30 Name: Mesnerhaus, ehem. Stadtpfarrmesnerhaus GstNr.: .35                                                                               |
| ja   | Datei hochladen | Pfarrzentrum HERIS-ID: 52551 Objekt-ID: 59658                                                                          | Kirchengasse 6 Standort KG: Schärding-Stadt                          | Im Herbst 1999 wurde der neu gestaltete Pfarrhof und das neu erbaute Pfarrzentrum als Begegnungszentrum neu eröffnet. Hier befinden sich nun ein Pfarrsaal, eine Mediathek, die Pfarrbibliothek und die Pfarrkanzlei sowie eine Wochentagskapelle und ein Meditationsraum. | BDA-Hist.: Q38052238 Status: § 2a Stand der BDA-Liste: 2025-06-30 Name: Pfarrzentrum GstNr.: .57 |
| ja   | Datei hochladen | Bürgerhaus und Wehrturm HERIS-ID: 38469 Objekt-ID: 38043                                                               | Kirchengasse 10 Standort KG: Schärding-Stadt                         | | BDA-Hist.: Q37981221 Status: Bescheid Stand der BDA-Liste: 2025-06-30 Name: Bürgerhaus und Wehrturm GstNr.: .54, .55                                                                                         |
| ja   | Datei hochladen | Bürgerhaus HERIS-ID: 46250 Objekt-ID: 47978                                                                            | Kirchengasse 11 Standort KG: Schärding-Stadt                         | | BDA-Hist.: Q38020197 Status: Bescheid Stand der BDA-Liste: 2025-06-30 Name: Bürgerhaus GstNr.: .40 |
| ja   | Datei hochladen | Bürgerspital zum Hl. Geist HERIS-ID: 16608 Objekt-ID: 12873                                                            | Kirchengasse 19 Standort KG: Schärding-Stadt                         | | BDA-Hist.: Q37821313 Status: Bescheid Stand der BDA-Liste: 2025-06-30 Name: Bürgerspital zum Hl. Geist GstNr.: .48, .49, .47                                                                                 |
| ja   | Datei hochladen | Bürgerhaus HERIS-ID: 38470 Objekt-ID: 38045                                                                            | Kurhausstraße 3 Standort KG: Schärding-Stadt                         | | BDA-Hist.: Q37981230 Status: Bescheid Stand der BDA-Liste: 2025-06-30 Name: Bürgerhaus GstNr.: .143 |
| ja   | Datei hochladen | Kapuzinerkloster, Kneipp-Gesundheitszentrum und Gartenbaudenkmale im Kurpark HERIS-ID: 81951 Objekt-ID: 95749          | Kurhausstraße 6 Standort KG: Schärding-Stadt                         | Anmerkung: liegt tw. in der KG Schärding-Vorstadt | BDA-Hist.: Q38177318 Status: § 2a Stand der BDA-Liste: 2025-06-30 Name: Kapuzinerkloster, Kneipp-Gesundheitszentrum und Gartenbaudenkmale im Kurpark GstNr.: 42; 475/1 Kneipp-Kuranstalt Schärding           |
| ja   | Datei hochladen | Kirche der Barmherzigen Brüder Mariae Verkündigung, Kurhauskirche HERIS-ID: 81952 Objekt-ID: 95750                     | Kurhausstraße 6 Standort KG: Schärding-Stadt                         | | BDA-Hist.: Q38177319 Status: § 2a Stand der BDA-Liste: 2025-06-30 Name: Kirche der Barmherzigen Brüder Mariae Verkündigung, Kurhauskirche GstNr.: .137 Kurhauskirche Schärding                               |
| ja   | Datei hochladen | Bürgerhaus HERIS-ID: 38471 Objekt-ID: 38046                                                                            | Lamprechtstraße 13 Standort KG: Schärding-Stadt                      | | BDA-Hist.: Q37981241 Status: Bescheid Stand der BDA-Liste: 2025-06-30 Name: Bürgerhaus GstNr.: .193 |
| ja   | Datei hochladen | Linzertor, Inneres Tor HERIS-ID: 83323 Objekt-ID: 97198                                                                | Linzer Tor 1 Standort KG: Schärding-Stadt                            | | BDA-Hist.: Q38180453 Status: Bescheid Stand der BDA-Liste: 2025-06-30 Name: Linzertor, Inneres Tor GstNr.: .84, 88/18                                                                                        |
| ja   | Datei hochladen | Linzertor, Äußeres Tor HERIS-ID: 38472 Objekt-ID: 38047                                                                | Linzer Tor 2, 3 Standort KG: Schärding-Stadt                         | | BDA-Hist.: Q37981251 Status: Bescheid Stand der BDA-Liste: 2025-06-30 Name: Linzertor, Äußeres Tor GstNr.: .85/1, .85/2 Linzer Tor (Schärding)                                                               |
| ja   | Datei hochladen | Bürgerhaus als Anbau an das Linzertor HERIS-ID: 38473 Objekt-ID: 38048                                                 | Ludwig-Pfliegl-Gasse 1 Standort KG: Schärding-Stadt                  | | BDA-Hist.: Q37981262 Status: Bescheid Stand der BDA-Liste: 2025-06-30 Name: Bürgerhaus als Anbau an das Linzertor GstNr.: .86                                                                                |
| ja   | Datei hochladen | Malzmühle HERIS-ID: 38474 Objekt-ID: 38049                                                                             | Ludwig-Pfliegl-Gasse 2 Standort KG: Schärding-Stadt                  | | BDA-Hist.: Q37981277 Status: Bescheid Stand der BDA-Liste: 2025-06-30 Name: Malzmühle GstNr.: .197 |
| BW   | Datei hochladen | Sog. Riemerhaus am Zwingergrund HERIS-ID: 249922seit 2023                                                              | Ludwig-Pfliegl-Gasse 3 Standort KG: Schärding-Stadt                  | | BDA-Hist.: Q119231408 Status: Bescheid Stand der BDA-Liste: 2025-06-30 Name: Sog. Riemerhaus am Zwingergrund GstNr.: .87                                                                                     |
| ja   | Datei hochladen | Befestigungsanlage, Stadtmauer und Zwinger HERIS-ID: 81948 Objekt-ID: 95744                                            | Ludwig-Pfliegl-Gasse 11 Standort KG: Schärding-Stadt                 | Der viergeschoßige kubische Erweiterungsbau der Bezirkshauptmannschaft mit glatter Fassade wurde 1961 errichtet. Er überbaut im rückwärtigen Bereich Stadtmauer und Zwinger. | BDA-Hist.: Q38177290 Status: § 2a Stand der BDA-Liste: 2025-06-30 Name: Befestigungsanlage, Stadtmauer und Zwinger GstNr.: .91 Stadtmauern Schärding                                                         |
| ja   | Datei hochladen | Brunnen HERIS-ID: 82239 Objekt-ID: 96054                                                                               | Am Haus Ludwig-Pfliegl-Gasse 12 Standort KG: Schärding-Stadt         | | BDA-Hist.: Q38178054 Status: § 2a Stand der BDA-Liste: 2025-06-30 Name: Brunnen GstNr.: 88/8 |
| ja   | Datei hochladen | Bezirkshauptmannschaft, Teil d. Stadtmauern HERIS-ID: 81724 Objekt-ID: 95504                                           | Ludwig-Pfliegl-Gasse 13 Standort KG: Schärding-Stadt                 | | BDA-Hist.: Q38176470 Status: § 2a Stand der BDA-Liste: 2025-06-30 Name: Bezirkshauptmannschaft, Teil d. Stadtmauern GstNr.: .98 Ludwig Pfliegl Gasse 13 (Schärding)                                          |
| ja   | Datei hochladen | Wohnhaus, Handwerkerhaus samt Ausstattung und Stadtmauer HERIS-ID: 83171 Objekt-ID: 97040                              | Ludwig-Pfliegl-Gasse 19 Standort KG: Schärding-Stadt                 | | BDA-Hist.: Q38180066 Status: Bescheid Stand der BDA-Liste: 2025-06-30 Name: Wohnhaus, Handwerkerhaus samt Ausstattung und Stadtmauer GstNr.: .102                                                            |
| ja   | Datei hochladen | Bürgerhaus HERIS-ID: 38475 Objekt-ID: 38050                                                                            | Ludwig-Pfliegl-Gasse 23 Standort KG: Schärding-Stadt                 | | BDA-Hist.: Q37981287 Status: Bescheid Stand der BDA-Liste: 2025-06-30 Name: Bürgerhaus GstNr.: .104 |
| ja   | Datei hochladen | Bürgerhaus HERIS-ID: 38476 Objekt-ID: 38051                                                                            | Ludwig-Pfliegl-Gasse 25 Standort KG: Schärding-Stadt                 | | BDA-Hist.: Q37981296 Status: Bescheid Stand der BDA-Liste: 2025-06-30 Name: Bürgerhaus GstNr.: .106/1, .106/2                                                                                                |
| ja   | Datei hochladen | Stadtmauern und Zwingeranlage HERIS-ID: 95987 Objekt-ID: 111407                                                        | Ludwig-Pfliegl-Gasse 29 Standort KG: Schärding-Stadt                 | Anmerkung: Es handelt sich um 2 örtlich getrennte Objekte. Die Stadtmauern entlang des Inns befinden sich etwa an dieser Stelle. | BDA-Hist.: Q37767243 Status: § 2a Stand der BDA-Liste: 2025-06-30 Name: Stadtmauern und Zwingeranlage GstNr.: 22, 20/1, .111, 89, .148/3 Stadtmauern Schärding                                               |
| ja   | Datei hochladen | Ehem. Schulhaus, Kindergarten HERIS-ID: 13425 Objekt-ID: 9610                                                          | Oberer Stadtplatz 19 Standort KG: Schärding-Stadt                    | | BDA-Hist.: Q38178198 Status: Bescheid Stand der BDA-Liste: 2025-06-30 Name: Ehem. Schulhaus, Kindergarten GstNr.: .64                                                                                        |
| ja   | Datei hochladen | Kolpinghaus HERIS-ID: 52549 Objekt-ID: 59654                                                                           | Oberer Stadtplatz 20 Standort KG: Schärding-Stadt                    | | BDA-Hist.: Q38052216 Status: Bescheid Stand der BDA-Liste: 2025-06-30 Name: Kolpinghaus GstNr.: .63 |
| ja   | Datei hochladen | Bürgerhaus HERIS-ID: 107647 Objekt-ID: 125000                                                                          | Oberer Stadtplatz 21 Standort KG: Schärding-Stadt                    | | BDA-Hist.: Q37810724 Status: Bescheid Stand der BDA-Liste: 2025-06-30 Name: Bürgerhaus GstNr.: .62 |
| ja   | Datei hochladen | Bürgerhaus HERIS-ID: 107645 Objekt-ID: 124998                                                                          | Oberer Stadtplatz 22 Standort KG: Schärding-Stadt                    | | BDA-Hist.: Q37810694 Status: Bescheid Stand der BDA-Liste: 2025-06-30 Name: Bürgerhaus GstNr.: .61 |
| ja   | Datei hochladen | Bürgerhaus HERIS-ID: 107644 Objekt-ID: 124997                                                                          | Oberer Stadtplatz 23, 24 Standort KG: Schärding-Stadt                | | BDA-Hist.: Q37810686 Status: Bescheid Stand der BDA-Liste: 2025-06-30 Name: Bürgerhaus GstNr.: .227 |
| ja   | Datei hochladen | Christophorusbrunnen HERIS-ID: 81731 Objekt-ID: 95512                                                                  | vor Oberer Stadtplatz 23 Standort KG: Schärding-Stadt                | Geschaffen 1963 von Hans Wimmer, München. Das große Becken symbolisiert den Wasserreichtum Schärdings, die Schifffahrt, den elektrischen Strom der Innkraftwerke und die Kalt- und Warmwasserkuren, aber auch die Hochwassergefahr, der die Stadt immer wieder ausgesetzt ist. | BDA-Hist.: Q38176510 Status: Bescheid Stand der BDA-Liste: 2025-06-30 Name: Christophorusbrunnen GstNr.: 88/1 Christophorusbrunnen (Schärding)                                                               |
| ja   | Datei hochladen | Bürgerhaus, Ledererhaus HERIS-ID: 38477 Objekt-ID: 38052                                                               | Oberer Stadtplatz 25, 26 Standort KG: Schärding-Stadt                | | BDA-Hist.: Q37981306 Status: Bescheid Stand der BDA-Liste: 2025-06-30 Name: Bürgerhaus, Ledererhaus GstNr.: .220                                                                                             |
| ja   | Datei hochladen | Bürgerhaus, Dirmhirnhaus HERIS-ID: 38478 Objekt-ID: 38053                                                              | Oberer Stadtplatz 27 Standort KG: Schärding-Stadt                    | | BDA-Hist.: Q37981315 Status: Bescheid Stand der BDA-Liste: 2025-06-30 Name: Bürgerhaus, Dirmhirnhaus GstNr.: .218                                                                                            |
| ja   | Datei hochladen | Bürgerhaus HERIS-ID: 107643 Objekt-ID: 124996                                                                          | Oberer Stadtplatz 28 Standort KG: Schärding-Stadt                    | | BDA-Hist.: Q37810676 Status: Bescheid Stand der BDA-Liste: 2025-06-30 Name: Bürgerhaus GstNr.: .213/1 |
| ja   | Datei hochladen | Bürgerhaus HERIS-ID: 107642 Objekt-ID: 124995                                                                          | Oberer Stadtplatz 29 Standort KG: Schärding-Stadt                    | | BDA-Hist.: Q37810666 Status: Bescheid Stand der BDA-Liste: 2025-06-30 Name: Bürgerhaus GstNr.: .213/2 |
| ja   | Datei hochladen | Bürgerhaus HERIS-ID: 107641 Objekt-ID: 124994                                                                          | Oberer Stadtplatz 30 Standort KG: Schärding-Stadt                    | | BDA-Hist.: Q37810657 Status: Bescheid Stand der BDA-Liste: 2025-06-30 Name: Bürgerhaus GstNr.: .212/1 |
| ja   | Datei hochladen | Bürgerhaus HERIS-ID: 107640 Objekt-ID: 124993                                                                          | Oberer Stadtplatz 31 Standort KG: Schärding-Stadt                    | | BDA-Hist.: Q37810646 Status: Bescheid Stand der BDA-Liste: 2025-06-30 Name: Bürgerhaus GstNr.: .211 |
| ja   | Datei hochladen | Bürgerhaus, Kramhandels- u. Fragnerhaus HERIS-ID: 38479 Objekt-ID: 38054                                               | Oberer Stadtplatz 32 Standort KG: Schärding-Stadt                    | | BDA-Hist.: Q37981326 Status: Bescheid Stand der BDA-Liste: 2025-06-30 Name: Bürgerhaus, Kramhandels- u. Fragnerhaus GstNr.: .210                                                                             |
| ja   | Datei hochladen | Bürgerhaus, Weinhaus HERIS-ID: 38480 Objekt-ID: 38055                                                                  | Oberer Stadtplatz 33 Standort KG: Schärding-Stadt                    | | BDA-Hist.: Q37981336 Status: Bescheid Stand der BDA-Liste: 2025-06-30 Name: Bürgerhaus, Weinhaus GstNr.: .205                                                                                                |
| ja   | Datei hochladen | Bürgerhaus, Kaufmannhaus HERIS-ID: 38481 Objekt-ID: 38056                                                              | Oberer Stadtplatz 34 Standort KG: Schärding-Stadt                    | | BDA-Hist.: Q37981347 Status: Bescheid Stand der BDA-Liste: 2025-06-30 Name: Bürgerhaus, Kaufmannhaus GstNr.: .204                                                                                            |
| ja   | Datei hochladen | Bürgerhaus HERIS-ID: 107639 Objekt-ID: 124992                                                                          | Oberer Stadtplatz 35 Standort KG: Schärding-Stadt                    | | BDA-Hist.: Q37810640 Status: Bescheid Stand der BDA-Liste: 2025-06-30 Name: Bürgerhaus GstNr.: .203 |
| ja   | Datei hochladen | Bürgerhaus, Mühldellerhaus HERIS-ID: 38482 Objekt-ID: 38057                                                            | Oberer Stadtplatz 36 Standort KG: Schärding-Stadt                    | | BDA-Hist.: Q37981357 Status: Bescheid Stand der BDA-Liste: 2025-06-30 Name: Bürgerhaus, Mühldellerhaus GstNr.: .202                                                                                          |
| ja   | Datei hochladen | Bürgerhaus, Kaminfegerhaus HERIS-ID: 38483 Objekt-ID: 38058                                                            | Oberer Stadtplatz 37 Standort KG: Schärding-Stadt                    | | BDA-Hist.: Q37981370 Status: Bescheid Stand der BDA-Liste: 2025-06-30 Name: Bürgerhaus, Kaminfegerhaus GstNr.: .96                                                                                           |
| ja   | Datei hochladen | Bürgerhaus, Das Gschaiderhaus HERIS-ID: 38484 Objekt-ID: 38059                                                         | Oberer Stadtplatz 38 Standort KG: Schärding-Stadt                    | | BDA-Hist.: Q37981382 Status: Bescheid Stand der BDA-Liste: 2025-06-30 Name: Bürgerhaus, Das Gschaiderhaus GstNr.: .95                                                                                        |
| ja   | Datei hochladen | Bürgerhaus HERIS-ID: 107638 Objekt-ID: 124991                                                                          | Oberer Stadtplatz 39 Standort KG: Schärding-Stadt                    | | BDA-Hist.: Q37810629 Status: Bescheid Stand der BDA-Liste: 2025-06-30 Name: Bürgerhaus GstNr.: .94 |
| ja   | Datei hochladen | Bürgerhaus HERIS-ID: 107637 Objekt-ID: 124990                                                                          | Oberer Stadtplatz 40 Standort KG: Schärding-Stadt                    | | BDA-Hist.: Q37810619 Status: Bescheid Stand der BDA-Liste: 2025-06-30 Name: Bürgerhaus GstNr.: .93 |
| ja   | Datei hochladen | Gasthaus Zum Goldenen Kranz HERIS-ID: 38485 Objekt-ID: 38060                                                           | Oberer Stadtplatz 41 Standort KG: Schärding-Stadt                    | | BDA-Hist.: Q37981398 Status: Bescheid Stand der BDA-Liste: 2025-06-30 Name: Gasthaus Zum Goldenen Kranz GstNr.: .92                                                                                          |
| ja   | Datei hochladen | Bürgerhaus HERIS-ID: 107636 Objekt-ID: 124989                                                                          | Oberer Stadtplatz 42, 43 Standort KG: Schärding-Stadt                | | BDA-Hist.: Q37810598 Status: Bescheid Stand der BDA-Liste: 2025-06-30 Name: Bürgerhaus GstNr.: .206, .207 |
| ja   | Datei hochladen | Bürgerhaus, Glaserhaus HERIS-ID: 38487 Objekt-ID: 38062                                                                | Oberer Stadtplatz 44 Standort KG: Schärding-Stadt                    | | BDA-Hist.: Q37981408 Status: Bescheid Stand der BDA-Liste: 2025-06-30 Name: Bürgerhaus, Glaserhaus GstNr.: .208                                                                                              |
| ja   | Datei hochladen | Bürgerhaus HERIS-ID: 107635 Objekt-ID: 124988                                                                          | Oberer Stadtplatz 45 Standort KG: Schärding-Stadt                    | | BDA-Hist.: Q37810588 Status: Bescheid Stand der BDA-Liste: 2025-06-30 Name: Bürgerhaus GstNr.: .209 |
| ja   | Datei hochladen | Wohnhaus, ehem. Torhaus HERIS-ID: 81620 Objekt-ID: 95398                                                               | Passauer Straße 1 Standort KG: Schärding-Stadt                       | | BDA-Hist.: Q38176146 Status: Bescheid Stand der BDA-Liste: 2025-06-30 Name: Wohnhaus, ehem. Torhaus GstNr.: .2 Passauer Straße 1, Schärding                                                                  |
| ja   | Datei hochladen | Überreste der Stadtbefestigung HERIS-ID: 52547 Objekt-ID: 59648                                                        | Schloßgasse 1 Standort KG: Schärding-Stadt                           | | BDA-Hist.: Q38052194 Status: § 57-Mandatsbescheid Stand der BDA-Liste: 2025-06-30 Name: Überreste der Stadtbefestigung GstNr.: .275                                                                          |
| ja   | Datei hochladen | Bartsch-Haus, Schlossgalerie HERIS-ID: 46387 Objekt-ID: 48302                                                          | Schloßgasse 7 Standort KG: Schärding-Stadt                           | | BDA-Hist.: Q38021065 Status: § 2a Stand der BDA-Liste: 2025-06-30 Name: Bartsch-Haus, Schlossgalerie GstNr.: .255/2                                                                                          |
| ja   | Datei hochladen | Ehem. Schlossbauten und Befestigungsanlage, heute Schule HERIS-ID: 81727 Objekt-ID: 95507                              | Schloßgasse 9 Standort KG: Schärding-Stadt                           | | BDA-Hist.: Q38176482 Status: § 2a Stand der BDA-Liste: 2025-06-30 Name: Ehem. Schlossbauten und Befestigungsanlage, heute Schule GstNr.: .255/5                                                              |
| ja   | Datei hochladen | Ehem. äußeres Burgtor, sog. Schlossstöckl, Städtisches Museum/Heimathaus HERIS-ID: 52550 Objekt-ID: 59655              | Schloßgasse 10 Standort KG: Schärding-Stadt                          | Das Haus war früher die Wohnung des herzoglichen Burghüters. Bis 1809 war es nur über eine Brücke über den damals äußeren Burggraben erreichbar. Der rückwärtige ältere Teil aus Tuffstein bildete den äußeren Burgturm und hatte einst vier Stockwerke. Er geht auf die Wehranlagen zurück, die Herzog Ludwig der Gebartete 1428–1436 errichten ließ. | BDA-Hist.: Q38052227 Status: § 2a Stand der BDA-Liste: 2025-06-30 Name: Ehem. äußeres Burgtor, sog. Schlossstöckl, Städtisches Museum/Heimathaus GstNr.: .254 Burgtor, Schloßgasse 10 (Schärding)            |
| ja   | Datei hochladen | Mauern der ehem. Burg mit Befestigung; Gartenbaudenkmale HERIS-ID: 81726 Objekt-ID: 95506                              | Schloßpark Standort KG: Schärding-Stadt                              | → Hauptartikel : Burg Schärding f1 | BDA-Hist.: Q1013949 Status: § 2a Stand der BDA-Liste: 2025-06-30 Name: Mauern der ehem. Burg mit Befestigung; Gartenbaudenkmale GstNr.: 85, 83/3, 84/1, 84/2, 84/3, .242/1, 88/4, 84/5, 84/6 Burg Schärding  |
| ja   | Datei hochladen | Bürgerhaus, Maurerhaus HERIS-ID: 38489 Objekt-ID: 38064                                                                | Sebastian-Kneipp-Gasse 10 Standort KG: Schärding-Stadt               | | BDA-Hist.: Q37981430 Status: Bescheid Stand der BDA-Liste: 2025-06-30 Name: Bürgerhaus, Maurerhaus GstNr.: .122                                                                                              |
| ja   | Datei hochladen | Befestigungsturm HERIS-ID: 38490 Objekt-ID: 38065                                                                      | Sebastian-Kneipp-Gasse 10 Standort KG: Schärding-Stadt               | | BDA-Hist.: Q37981441 Status: Bescheid Stand der BDA-Liste: 2025-06-30 Name: Befestigungsturm GstNr.: .122 |
| ja   | Datei hochladen | Bürgerhaus, Bildhauer- und Taglöhnerhaus HERIS-ID: 38491 Objekt-ID: 38066                                              | Sebastian-Kneipp-Gasse 12 Standort KG: Schärding-Stadt               | | BDA-Hist.: Q37981452 Status: Bescheid Stand der BDA-Liste: 2025-06-30 Name: Bürgerhaus, Bildhauer- und Taglöhnerhaus GstNr.: .119                                                                            |
| ja   | Datei hochladen | Turm, Befestigungsturm HERIS-ID: 38492 Objekt-ID: 38067                                                                | Sebastian-Kneipp-Gasse 12 Standort KG: Schärding-Stadt               | Das Befestigungsturm ist der nämliche des Nachbargrundstücks. | BDA-Hist.: Q37981463 Status: Bescheid Stand der BDA-Liste: 2025-06-30 Name: Turm, Befestigungsturm GstNr.: .119                                                                                              |
| ja   | Datei hochladen | Bürgerhaus, sog. Bruderhaus HERIS-ID: 52553 Objekt-ID: 59662                                                           | Sebastian-Kneipp-Gasse 18 Standort KG: Schärding-Stadt               | | BDA-Hist.: Q38052277 Status: § 2a Stand der BDA-Liste: 2025-06-30 Name: Bürgerhaus, sog. Bruderhaus GstNr.: .114                                                                                             |
| ja   | Datei hochladen | Wohnhaus, ehem. Bader und Wundärzte HERIS-ID: 81729 Objekt-ID: 95510                                                   | Sebastian-Kneipp-Gasse 20 Standort KG: Schärding-Stadt               | | BDA-Hist.: Q38176502 Status: § 2a Stand der BDA-Liste: 2025-06-30 Name: Wohnhaus, ehem. Bader und Wundärzte GstNr.: .109                                                                                     |
| ja   | Datei hochladen | Bürgerhaus, Fleischhauer- bzw. Binderhaus HERIS-ID: 38493 Objekt-ID: 38068                                             | Sebastian-Kneipp-Gasse 22 Standort KG: Schärding-Stadt               | | BDA-Hist.: Q37981473 Status: Bescheid Stand der BDA-Liste: 2025-06-30 Name: Bürgerhaus, Fleischhauer- bzw. Binderhaus GstNr.: .110/1                                                                         |
| ja   | Datei hochladen | Bürgerhaus HERIS-ID: 107661 Objekt-ID: 125014                                                                          | Silberzeile 1 Standort KG: Schärding-Stadt                           | | BDA-Hist.: Q37810845 Status: Bescheid Stand der BDA-Liste: 2025-06-30 Name: Bürgerhaus GstNr.: .83/1 |
| ja   | Datei hochladen | Bürgerhaus HERIS-ID: 107660 Objekt-ID: 125013                                                                          | Silberzeile 2 Standort KG: Schärding-Stadt                           | | BDA-Hist.: Q37810834 Status: Bescheid Stand der BDA-Liste: 2025-06-30 Name: Bürgerhaus GstNr.: .82 |
| ja   | Datei hochladen | Bürgerhaus, Lebzelterhaus HERIS-ID: 38494 Objekt-ID: 38069                                                             | Silberzeile 3 Standort KG: Schärding-Stadt                           | | BDA-Hist.: Q37981485 Status: Bescheid Stand der BDA-Liste: 2025-06-30 Name: Bürgerhaus, Lebzelterhaus GstNr.: .81                                                                                            |
| ja   | Datei hochladen | Bürgerhaus, Weberhaus bzw. Kaufmannshaus HERIS-ID: 38495 Objekt-ID: 38070                                              | Silberzeile 4 Standort KG: Schärding-Stadt                           | | BDA-Hist.: Q37981506 Status: Bescheid Stand der BDA-Liste: 2025-06-30 Name: Bürgerhaus, Weberhaus bzw. Kaufmannshaus GstNr.: .79, .80                                                                        |
| ja   | Datei hochladen | Bürgerhaus HERIS-ID: 107659 Objekt-ID: 125012                                                                          | Silberzeile 5 Standort KG: Schärding-Stadt                           | | BDA-Hist.: Q37810829 Status: Bescheid Stand der BDA-Liste: 2025-06-30 Name: Bürgerhaus GstNr.: .78 |
| ja   | Datei hochladen | Bürgerhaus HERIS-ID: 107658 Objekt-ID: 125011                                                                          | Silberzeile 6 Standort KG: Schärding-Stadt                           | | BDA-Hist.: Q37810827 Status: Bescheid Stand der BDA-Liste: 2025-06-30 Name: Bürgerhaus GstNr.: .77 |
| ja   | Datei hochladen | Bürgerhaus HERIS-ID: 107657 Objekt-ID: 125010                                                                          | Silberzeile 7 Standort KG: Schärding-Stadt                           | | BDA-Hist.: Q37810817 Status: Bescheid Stand der BDA-Liste: 2025-06-30 Name: Bürgerhaus GstNr.: .76 |
| ja   | Datei hochladen | Bürgerhaus, Seglbäck HERIS-ID: 38496 Objekt-ID: 38071                                                                  | Silberzeile 8 Standort KG: Schärding-Stadt                           | | BDA-Hist.: Q37981517 Status: Bescheid Stand der BDA-Liste: 2025-06-30 Name: Bürgerhaus, Seglbäck GstNr.: .75                                                                                                 |
| ja   | Datei hochladen | Bürgerhaus HERIS-ID: 107656 Objekt-ID: 125009                                                                          | Silberzeile 9 Standort KG: Schärding-Stadt                           | | BDA-Hist.: Q37810808 Status: Bescheid Stand der BDA-Liste: 2025-06-30 Name: Bürgerhaus GstNr.: .74 |
| ja   | Datei hochladen | Bürgerhaus HERIS-ID: 107655 Objekt-ID: 125008                                                                          | Silberzeile 10 Standort KG: Schärding-Stadt                          | | BDA-Hist.: Q37810797 Status: Bescheid Stand der BDA-Liste: 2025-06-30 Name: Bürgerhaus GstNr.: .73 |
| ja   | Datei hochladen | Bürgerhaus HERIS-ID: 107654 Objekt-ID: 125007                                                                          | Silberzeile 11 Standort KG: Schärding-Stadt                          | | BDA-Hist.: Q37810787 Status: Bescheid Stand der BDA-Liste: 2025-06-30 Name: Bürgerhaus GstNr.: .72 |
| ja   | Datei hochladen | Bürgerhaus HERIS-ID: 107653 Objekt-ID: 125006                                                                          | Silberzeile 12 Standort KG: Schärding-Stadt                          | | BDA-Hist.: Q37810780 Status: Bescheid Stand der BDA-Liste: 2025-06-30 Name: Bürgerhaus GstNr.: .71 |
| ja   | Datei hochladen | Bürgerhaus HERIS-ID: 38497 Objekt-ID: 38072                                                                            | Silberzeile 13 Standort KG: Schärding-Stadt                          | | BDA-Hist.: Q37981527 Status: Bescheid Stand der BDA-Liste: 2025-06-30 Name: Bürgerhaus GstNr.: .70/2 |
| ja   | Datei hochladen | Bürgerhaus HERIS-ID: 107652 Objekt-ID: 125005                                                                          | Silberzeile 14 Standort KG: Schärding-Stadt                          | | BDA-Hist.: Q37810771 Status: Bescheid Stand der BDA-Liste: 2025-06-30 Name: Bürgerhaus GstNr.: .69 |
| ja   | Datei hochladen | Bürgerhaus HERIS-ID: 107651 Objekt-ID: 125004                                                                          | Silberzeile 15 Standort KG: Schärding-Stadt                          | | BDA-Hist.: Q37810763 Status: Bescheid Stand der BDA-Liste: 2025-06-30 Name: Bürgerhaus GstNr.: .68 |
| ja   | Datei hochladen | Bürgerhaus HERIS-ID: 107650 Objekt-ID: 125003                                                                          | Silberzeile 16 Standort KG: Schärding-Stadt                          | | BDA-Hist.: Q37810754 Status: Bescheid Stand der BDA-Liste: 2025-06-30 Name: Bürgerhaus GstNr.: .67 |
| ja   | Datei hochladen | Bürgerhaus HERIS-ID: 107649 Objekt-ID: 125002                                                                          | Silberzeile 17 Standort KG: Schärding-Stadt                          | | BDA-Hist.: Q37810742 Status: Bescheid Stand der BDA-Liste: 2025-06-30 Name: Bürgerhaus GstNr.: .66 |
| ja   | Datei hochladen | Bürgerhaus HERIS-ID: 107648 Objekt-ID: 125001                                                                          | Silberzeile 18 Standort KG: Schärding-Stadt                          | | BDA-Hist.: Q37810734 Status: Bescheid Stand der BDA-Liste: 2025-06-30 Name: Bürgerhaus GstNr.: .65 |
| ja   | Datei hochladen | Evang. Pfarrkirche A.B., ehem. Pfarrkirche hll. Sebastian und Rochus, Kirche am Stein HERIS-ID: 38488 Objekt-ID: 38063 | Steingaßl 4 Standort KG: Schärding-Stadt                             | Die Kirche wurde um ca. 1630 zur Abwehr der Pest erbaut und war den Heiligen Sebastian und Rochus geweiht. 1783 wurde sie unter Joseph II. profaniert und als Theater sowie als Magazin genutzt. Nachdem das Gebäude restauriert wurde, wird es seit 1954 als evangelische Pfarrkirche verwendet. Der Beiname „am Stein“ ergibt sich aus dem Granitfelsen, auf dem die Kirche erbaut ist. | BDA-Hist.: Q37981418 Status: § 2a Stand der BDA-Liste: 2025-06-30 Name: Evang. Pfarrkirche A.B., ehem. Pfarrkirche hll. Sebastian und Rochus, Kirche am Stein GstNr.: .163 Lutheran parish church, Schärding |
| ja   | Datei hochladen | Bürgerhaus HERIS-ID: 38498 Objekt-ID: 38073                                                                            | Stögergaßl 3 Standort KG: Schärding-Stadt                            | | BDA-Hist.: Q37981539 Status: Bescheid Stand der BDA-Liste: 2025-06-30 Name: Bürgerhaus GstNr.: .214 |
| ja   | Datei hochladen | Rathaus HERIS-ID: 52552 Objekt-ID: 59659                                                                               | Unterer Stadtplatz 1 Standort KG: Schärding-Stadt                    | Das Haus wurde 1594 aus zwei aufgekauften Bürgerhäusern errichtet. Nach Brandschäden von 1809 wurde es mehrmals in Neugotik und Neubarock umgebaut. Im Rathaussaal im ersten Stock befinden sich Fresken von Franz von Zülow (Linz, 1947) mit charakteristischen Motiven der Altstadt. | BDA-Hist.: Q38052246 Status: Bescheid Stand der BDA-Liste: 2025-06-30 Name: Rathaus GstNr.: .224/1 Rathaus Schärding                                                                                         |
| ja   | Datei hochladen | Bürgerhaus HERIS-ID: 72198 Objekt-ID: 85424                                                                            | Unterer Stadtplatz 2 Standort KG: Schärding-Stadt                    | | BDA-Hist.: Q38129640 Status: Bescheid Stand der BDA-Liste: 2025-06-30 Name: Bürgerhaus GstNr.: .230 |
| ja   | Datei hochladen | Bürgerhaus HERIS-ID: 72199 Objekt-ID: 85425                                                                            | Unterer Stadtplatz 3 Standort KG: Schärding-Stadt                    | | BDA-Hist.: Q38129650 Status: Bescheid Stand der BDA-Liste: 2025-06-30 Name: Bürgerhaus GstNr.: .231 |
| ja   | Datei hochladen | Bürgerhaus, Priesterhaus/Kellerhaus HERIS-ID: 38499 Objekt-ID: 38074                                                   | Unterer Stadtplatz 4 Standort KG: Schärding-Stadt                    | | BDA-Hist.: Q37981546 Status: Bescheid Stand der BDA-Liste: 2025-06-30 Name: Bürgerhaus, Priesterhaus/ Kellerhaus GstNr.: .232 Unterer Stadtplatz 4 (Schärding)                                               |
| ja   | Datei hochladen | Bürgerhaus HERIS-ID: 72200 Objekt-ID: 85426                                                                            | Unterer Stadtplatz 5 Standort KG: Schärding-Stadt                    | | BDA-Hist.: Q38129660 Status: Bescheid Stand der BDA-Liste: 2025-06-30 Name: Bürgerhaus GstNr.: .233 |
| ja   | Datei hochladen | Bürgerhaus HERIS-ID: 72201 Objekt-ID: 85427                                                                            | Unterer Stadtplatz 6 Standort KG: Schärding-Stadt                    | | BDA-Hist.: Q38129669 Status: Bescheid Stand der BDA-Liste: 2025-06-30 Name: Bürgerhaus GstNr.: .234 |
| ja   | Datei hochladen | Bürgerhaus HERIS-ID: 72202 Objekt-ID: 85428                                                                            | Unterer Stadtplatz 7 Standort KG: Schärding-Stadt                    | | BDA-Hist.: Q38129678 Status: Bescheid Stand der BDA-Liste: 2025-06-30 Name: Bürgerhaus GstNr.: .235/1 |
| ja   | Datei hochladen | Bürgerhaus HERIS-ID: 72203 Objekt-ID: 85429                                                                            | Unterer Stadtplatz 8 Standort KG: Schärding-Stadt                    | | BDA-Hist.: Q38129686 Status: Bescheid Stand der BDA-Liste: 2025-06-30 Name: Bürgerhaus GstNr.: .236 |
| ja   | Datei hochladen | Bürgerhaus, Weinwirtshaus HERIS-ID: 38500 Objekt-ID: 38075                                                             | Unterer Stadtplatz 9 Standort KG: Schärding-Stadt                    | | BDA-Hist.: Q37981555 Status: Bescheid Stand der BDA-Liste: 2025-06-30 Name: Bürgerhaus, Weinwirtshaus GstNr.: .237                                                                                           |
| ja   | Datei hochladen | Bürgerhaus, Buchbinderhaus HERIS-ID: 38501 Objekt-ID: 38076                                                            | Unterer Stadtplatz 10 Standort KG: Schärding-Stadt                   | | BDA-Hist.: Q37981567 Status: Bescheid Stand der BDA-Liste: 2025-06-30 Name: Bürgerhaus, Buchbinderhaus GstNr.: .238                                                                                          |
| ja   | Datei hochladen | Bürgerhaus HERIS-ID: 72204 Objekt-ID: 85430                                                                            | Unterer Stadtplatz 11 Standort KG: Schärding-Stadt                   | | BDA-Hist.: Q38129705 Status: Bescheid Stand der BDA-Liste: 2025-06-30 Name: Bürgerhaus GstNr.: .239/1 |
| ja   | Datei hochladen | Bürgerhaus HERIS-ID: 72205 Objekt-ID: 85431                                                                            | Unterer Stadtplatz 12 Standort KG: Schärding-Stadt                   | | BDA-Hist.: Q38129713 Status: Bescheid Stand der BDA-Liste: 2025-06-30 Name: Bürgerhaus GstNr.: .239/2 |
| ja   | Datei hochladen | Bürgerhaus, Wohlschlägerhaus, ehem. Brauerei HERIS-ID: 38502 Objekt-ID: 38077                                          | Unterer Stadtplatz 13 Standort KG: Schärding-Stadt                   | | BDA-Hist.: Q37981577 Status: Bescheid Stand der BDA-Liste: 2025-06-30 Name: Bürgerhaus, Wohlschlägerhaus, ehem. Brauerei GstNr.: .17, .18                                                                    |
| ja   | Datei hochladen | Bürgerhaus HERIS-ID: 72206 Objekt-ID: 85432                                                                            | Unterer Stadtplatz 14 Standort KG: Schärding-Stadt                   | | BDA-Hist.: Q38129721 Status: Bescheid Stand der BDA-Liste: 2025-06-30 Name: Bürgerhaus GstNr.: .20 |
| ja   | Datei hochladen | Bürgerhaus HERIS-ID: 72207 Objekt-ID: 85433                                                                            | Unterer Stadtplatz 15–17 Standort KG: Schärding-Stadt                | Anmerkung: Das Objekt umfasst auch das auf demselben Grundstück liegende Haus Brunngasse 2a. Zur Adresse Unterer Stadtplatz 15–17 sind drei Häuser zusammengefasst, dieses nimmt den Platz von Nr. 15 ein. | BDA-Hist.: Q38129731 Status: Bescheid Stand der BDA-Liste: 2025-06-30 Name: Bürgerhaus GstNr.: .21 |
| ja   | Datei hochladen | Bürgerhaus HERIS-ID: 72208 Objekt-ID: 85434                                                                            | Unterer Stadtplatz 15–17 Standort KG: Schärding-Stadt                | Anmerkung: Zur Adresse Unterer Stadtplatz 15–17 sind drei Häuser zusammengefasst, dieses nimmt den Platz von Nr. 16 ein. | BDA-Hist.: Q38129739 Status: Bescheid Stand der BDA-Liste: 2025-06-30 Name: Bürgerhaus GstNr.: .23 |
| ja   | Datei hochladen | Bürgerhaus, Baderhaus HERIS-ID: 38503 Objekt-ID: 38078                                                                 | Unterer Stadtplatz 15–17 Standort KG: Schärding-Stadt                | Anmerkung: Zur Adresse Unterer Stadtplatz 15–17 sind drei Häuser zusammengefasst, dieses nimmt den Platz von Nr. 17 ein. | BDA-Hist.: Q35858538 Status: Bescheid Stand der BDA-Liste: 2025-06-30 Name: Bürgerhaus, Baderhaus GstNr.: .23                                                                                                |
| ja   | Datei hochladen | Bürgerhaus HERIS-ID: 72209 Objekt-ID: 85435                                                                            | Unterer Stadtplatz 18 Standort KG: Schärding-Stadt                   | | BDA-Hist.: Q38129749 Status: Bescheid Stand der BDA-Liste: 2025-06-30 Name: Bürgerhaus GstNr.: .24 |
| ja   | Datei hochladen | Bürgerhaus HERIS-ID: 72210 Objekt-ID: 85436                                                                            | Unterer Stadtplatz 19 Standort KG: Schärding-Stadt                   | | BDA-Hist.: Q38129756 Status: Bescheid Stand der BDA-Liste: 2025-06-30 Name: Bürgerhaus GstNr.: .25 |
| ja   | Datei hochladen | Bürgerhaus HERIS-ID: 38504 Objekt-ID: 38079                                                                            | Unterer Stadtplatz 20 Standort KG: Schärding-Stadt                   | | BDA-Hist.: Q37981588 Status: Bescheid Stand der BDA-Liste: 2025-06-30 Name: Bürgerhaus GstNr.: .26 Unterer Stadtplatz 20 (Schärding)                                                                         |
| ja   | Datei hochladen | Bürgerhaus HERIS-ID: 72211 Objekt-ID: 85437                                                                            | Unterer Stadtplatz 22 Standort KG: Schärding-Stadt                   | | BDA-Hist.: Q38129765 Status: Bescheid Stand der BDA-Liste: 2025-06-30 Name: Bürgerhaus GstNr.: .28 |
| ja   | Datei hochladen | Bürgerhaus HERIS-ID: 72212 Objekt-ID: 85438                                                                            | Unterer Stadtplatz 23 Standort KG: Schärding-Stadt                   | | BDA-Hist.: Q38129774 Status: Bescheid Stand der BDA-Liste: 2025-06-30 Name: Bürgerhaus GstNr.: .29 |
| ja   | Datei hochladen | Bürgerhaus HERIS-ID: 72213 Objekt-ID: 85439                                                                            | Unterer Stadtplatz 24 Standort KG: Schärding-Stadt                   | | BDA-Hist.: Q38129784 Status: Bescheid Stand der BDA-Liste: 2025-06-30 Name: Bürgerhaus GstNr.: .30 |
| ja   | Datei hochladen | Bürgerhaus HERIS-ID: 72214 Objekt-ID: 85440                                                                            | Unterer Stadtplatz 25 Standort KG: Schärding-Stadt                   | | BDA-Hist.: Q38129795 Status: Bescheid Stand der BDA-Liste: 2025-06-30 Name: Bürgerhaus GstNr.: .33/1 |
| ja   | Datei hochladen | Bürgerhaus HERIS-ID: 38505 Objekt-ID: 38080                                                                            | Unterer Stadtplatz 26 Standort KG: Schärding-Stadt                   | | BDA-Hist.: Q37981610 Status: Bescheid Stand der BDA-Liste: 2025-06-30 Name: Bürgerhaus GstNr.: .229 |
| ja   | Datei hochladen | Bürgerhaus HERIS-ID: 72215 Objekt-ID: 85441                                                                            | Unterer Stadtplatz 27 Standort KG: Schärding-Stadt                   | | BDA-Hist.: Q38129806 Status: Bescheid Stand der BDA-Liste: 2025-06-30 Name: Bürgerhaus GstNr.: .228 |
| ja   | Datei hochladen | Bürgerhaus, Malzhaus HERIS-ID: 38460 Objekt-ID: 38034                                                                  | Wieningerstraße 1 Standort KG: Schärding-Stadt                       | | BDA-Hist.: Q37981136 Status: Bescheid Stand der BDA-Liste: 2025-06-30 Name: Bürgerhaus, Malzhaus GstNr.: .13                                                                                                 |
| ja   | Datei hochladen | Gasthaus, Bräuhaus HERIS-ID: 38461 Objekt-ID: 38035                                                                    | Wieningerstraße 2 Standort KG: Schärding-Stadt                       | | BDA-Hist.: Q37981147 Status: Bescheid Stand der BDA-Liste: 2025-06-30 Name: Gasthaus, Bräuhaus GstNr.: .17 Wieningerstraße 2 (Schärding)                                                                     |
| ja   | Datei hochladen | Gasthaus, Bräuhaus HERIS-ID: 38462 Objekt-ID: 38036                                                                    | Wieningerstraße 3 Standort KG: Schärding-Stadt                       | Anmerkung: Das Gebäude wurde vom Orkan Kyrill beschädigt und wegen Einsturzgefahr abgerissen. Ein Wohnungsneubau füllt nun diese Lücke (Stand 2012). | BDA-Hist.: Q37981154 Status: Bescheid Stand der BDA-Liste: 2025-06-30 Name: Gasthaus, Bräuhaus GstNr.: .12/1                                                                                                 |
| ja   | Datei hochladen | Stadttor, Passauertor ehem. Allerheiligen Tor HERIS-ID: 38463 Objekt-ID: 38037                                         | Wieningerstraße 12 Standort KG: Schärding-Stadt                      | Das Tor hatte ursprünglich einen gotischen Spitzturm und wurde 1984 umgestaltet. | BDA-Hist.: Q37981159 Status: Bescheid Stand der BDA-Liste: 2025-06-30 Name: Stadttor, Passauertor ehem. Allerheiligen Tor GstNr.: .3/2 Passauertor, Schärding                                                |
| ja   | Datei hochladen | Bürgerhaus, Frankingerhof/Frankenhof HERIS-ID: 38464 Objekt-ID: 38038                                                  | Wieningerstraße 19 Standort KG: Schärding-Stadt                      | | BDA-Hist.: Q37981167 Status: Bescheid Stand der BDA-Liste: 2025-06-30 Name: Bürgerhaus, Frankingerhof/Frankenhof GstNr.: .4 Frankingerhof, Schärding                                                         |
| ja   | Datei hochladen | Alte Innbrücke HERIS-ID: 82238 Objekt-ID: 96053                                                                        | bei Innbruckstraße 29 Standort KG: Schärding-Stadt                   | | BDA-Hist.: Q38178045 Status: Bescheid Stand der BDA-Liste: 2025-06-30 Name: Alte Innbrücke GstNr.: 88/24, 89, 90 Alte Innbrücke, Schärding - Neuhaus                                                         |
| ja   | Datei hochladen | Stadtmauer HERIS-ID: 110644 Objekt-ID: 128359                                                                          | Standort KG: Schärding-Stadt                                         | Anmerkung: Die Grundstücksnummern beziehen sich auf Teile von Innbruckstraße, Färbergaßl, Steingaßl und nicht zusammenhängend die Fläche hinter der Kirche St. Georg. Lokalaugenschein nötig! | BDA-Hist.: Q37820017 Status: § 2a Stand der BDA-Liste: 2025-06-30 Name: Stadtmauer GstNr.: 88/24, 88/7, 88/9 Stadtmauern Schärding                                                                           |
| ja   | Datei hochladen | Georgsbrunnen HERIS-ID: 72216 Objekt-ID: 85442                                                                         | Unterer Stadtplatz 26, vor Standort KG: Schärding-Stadt              | Der Brunnen wurde 1607 aus Granit geschaffen. Bis 1884 hatte er seinen Standort auf dem Oberen Stadtplatz. Ursprünglich stand hier der St.-Florian-Brunnen, dessen barocke Statue jetzt im Schlosspark aufgestellt ist. | BDA-Hist.: Q38129815 Status: Bescheid Stand der BDA-Liste: 2025-06-30 Name: Georgsbrunnen GstNr.: 88/14 Georgsbrunnen (Schärding)                                                                            |
| ja   | Datei hochladen | Verwaltungsgebäude der Schärdinger Molkerei samt Ausstattung HERIS-ID: 78949 Objekt-ID: 92618                          | Bahnhofstraße 57 Standort KG: Schärding-Vorstadt                     | | BDA-Hist.: Q38153424 Status: Bescheid Stand der BDA-Liste: 2025-06-30 Name: Verwaltungsgebäude der Schärdinger Molkerei samt Ausstattung GstNr.: .496/2 Molkerei Schärding                                   |
| ja   | Datei hochladen | Götzturm, ehem. Unterer Wasser- oder Zwingerturm und Teil der Stadtmauer HERIS-ID: 81722 Objekt-ID: 95502              | Leonhard-Kaiser-Weg 3 Standort KG: Schärding-Vorstadt                | Benannt wurde der Turm nach Ludwig Götz, der ihn 1844 kaufte und zum Wohnhaus umbaute. Heute ist er wieder im Besitz der Stadtgemeinde. | BDA-Hist.: Q38176450 Status: § 2a Stand der BDA-Liste: 2025-06-30 Name: Götzturm, ehem. Unterer Wasser- oder Zwingerturm und Teil der Stadtmauer GstNr.: 113/1, 113/2 Götzturm, Schärding                    |
| ja   | Datei hochladen | Wasserhaus HERIS-ID: 98676 Objekt-ID: 114616                                                                           | gegenüber Max-Hirschenauer-Straße 31 Standort KG: Schärding-Vorstadt | Das kleine Wasserhaus im expressionistischen Stil wurde um 1925 durch die Ferro-Betonit-Werke errichtet. Über einem fast quadratischen Grundriss steht der Bau mit abgeschrägten Ecken und Glockendach; über Tür und Fenstern befinden sich expressionistische Zackengiebel. | BDA-Hist.: Q37772491 Status: § 2a Stand der BDA-Liste: 2025-06-30 Name: Wasserhaus GstNr.: 398/3 |
| ja   | Datei hochladen | Friedhof mit Kriegerdenkmal und Aufbahrungshalle HERIS-ID: 81682 Objekt-ID: 95462                                      | Passauer Straße 19 Standort KG: Schärding-Vorstadt                   | | BDA-Hist.: Q38176367 Status: § 2a Stand der BDA-Liste: 2025-06-30 Name: Friedhof mit Kriegerdenkmal und Aufbahrungshalle GstNr.: .214, 78/15, 87, 96 Stadtfriedhof Schärding                                 |
| ja   | Datei hochladen | Urzeitliche Siedlung Linzer Straße HERIS-ID: 58362 Objekt-ID: 68994                                                    | Pflegfeld Standort KG: Schärding-Vorstadt                            | | BDA-Hist.: Q38082737 Status: Bescheid Stand der BDA-Liste: 2025-06-30 Name: Urzeitliche Siedlung Linzer Straße GstNr.: 429/49                                                                                |
| ja   | Datei hochladen | Amtsgebäude, Villa de Falk/Valk HERIS-ID: 78972 Objekt-ID: 92641                                                       | Pramhöhe 10 Standort KG: Schärding-Vorstadt                          | | BDA-Hist.: Q38153462 Status: § 2a Stand der BDA-Liste: 2025-06-30 Name: Amtsgebäude, Villa de Falk/Valk GstNr.: .235, .238, 177/13                                                                           |
| ja   | Datei hochladen | Alte Volksschule/Volksschule 2 HERIS-ID: 78982 Objekt-ID: 92651                                                        | Tummelplatzstraße 8 Standort KG: Schärding-Vorstadt                  | | BDA-Hist.: Q38153481 Status: § 2a Stand der BDA-Liste: 2025-06-30 Name: Alte Volksschule/Volksschule 2 GstNr.: 128/2 Alte Volksschule, Schärding-Vorstadt                                                    |
| ja   | Datei hochladen | Marienkapelle HERIS-ID: 78983 Objekt-ID: 92652                                                                         | Standort KG: Schärding-Vorstadt                                      | | BDA-Hist.: Q38153492 Status: § 2a Stand der BDA-Liste: 2025-06-30 Name: Marienkapelle GstNr.: 908/1 |
| ja   | Datei hochladen | Fußgängerbrücke, Schulbrücke HERIS-ID: 78988 Objekt-ID: 92657                                                          | bei Oberer Stadtplatz 19 Standort KG: Schärding-Vorstadt             | Die Fußgängerbrücke überquert den Wehrgraben | BDA-Hist.: Q38153510 Status: § 2a Stand der BDA-Liste: 2025-06-30 Name: Fußgängerbrücke, Schulbrücke GstNr.: 118/1, 908/2, 88/7                                                                              |
| ja   | Datei hochladen | Wehrgraben HERIS-ID: 95985 Objekt-ID: 111405                                                                           | Standort KG: Schärding-Vorstadt                                      | | BDA-Hist.: Q37767233 Status: § 2a Stand der BDA-Liste: 2025-06-30 Name: Wehrgraben GstNr.: 118/1, 191/1, 191/3, 476/6, 120/2, .37/7, 192, 475/2, 477/1, 191/2 Stadtmauern Schärding                          |
| ja   | Datei hochladen | Villenanlage Monika (Kapsreiter) HERIS-ID: 78955 Objekt-ID: 92624seit 2017                                             | Hans-Carossa-Straße 10 Standort KG: Schärding-Vorstadt               | Das zuvor bestehende Landhaus wurde 1921 nach Plänen von Karl Pirich umgebaut, der auch einen repräsentativen Garten konzipierte. Das Gebäude ist in Privatbesitz | BDA-Hist.: Q38153441 Status: Bescheid Stand der BDA-Liste: 2025-06-30 Name: Villenanlage Monika (Kapsreiter) GstNr.: 166/3                                                                                   |